# Damrak

Aan de oostzijde van het Damrak staan de huizen direct aan het water. Foto uit de 19e eeuw.

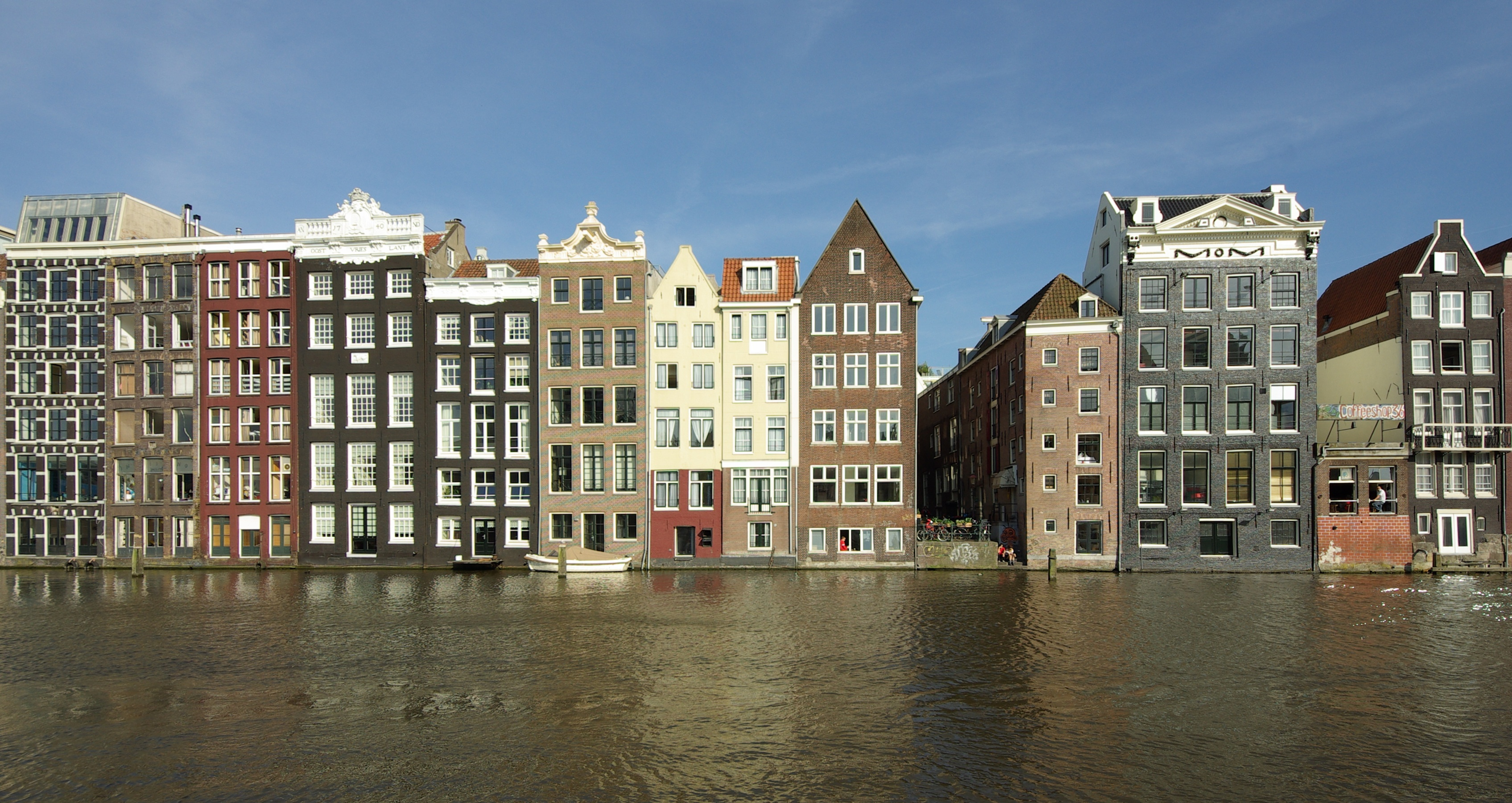
Aan de oostzijde van het Damrak staan de huizen direct aan het water. Foto uit 2011.

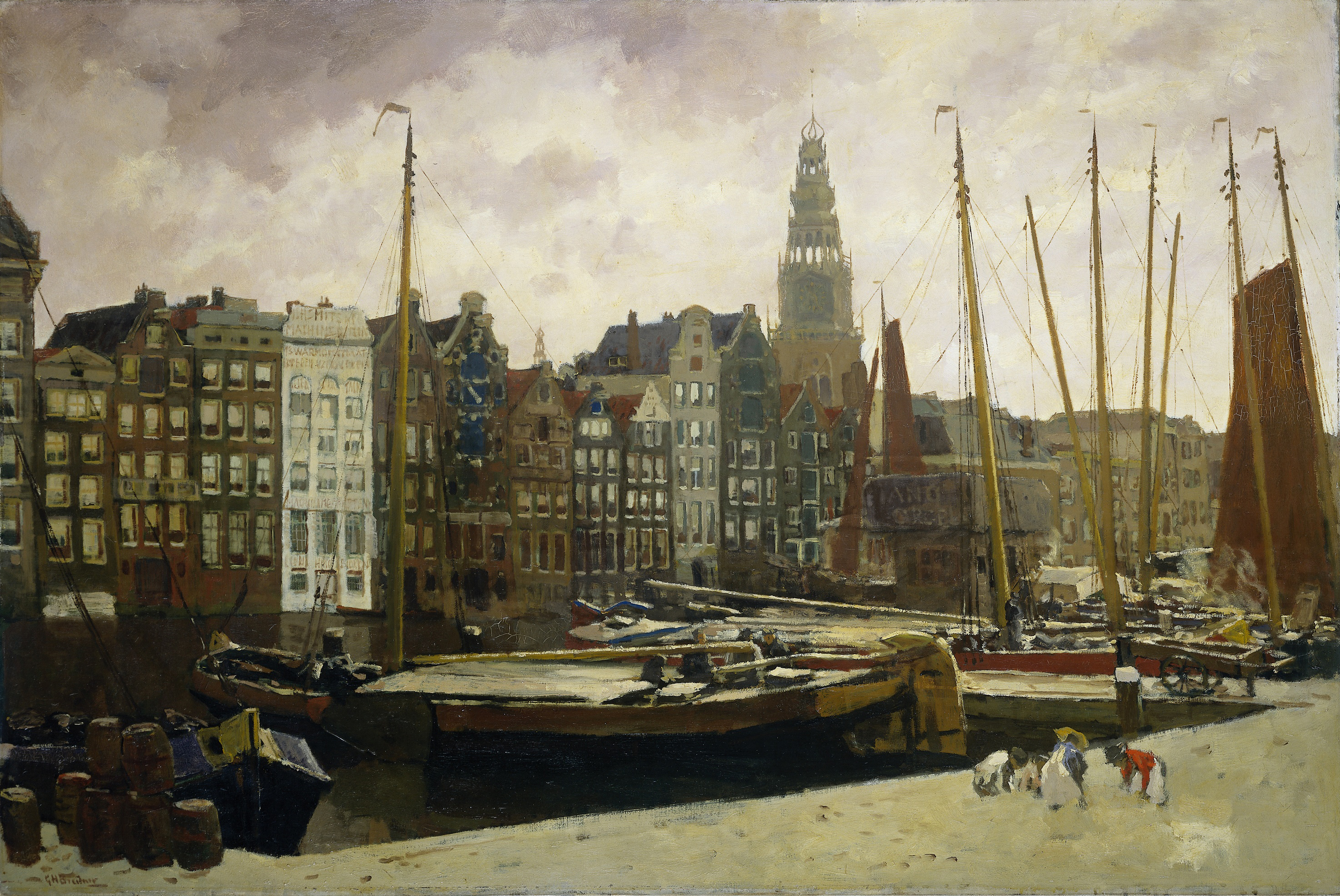
Het Damrak met zicht op de Oudekerkstoren, schilderij van George Hendrik Breitner uit 1903

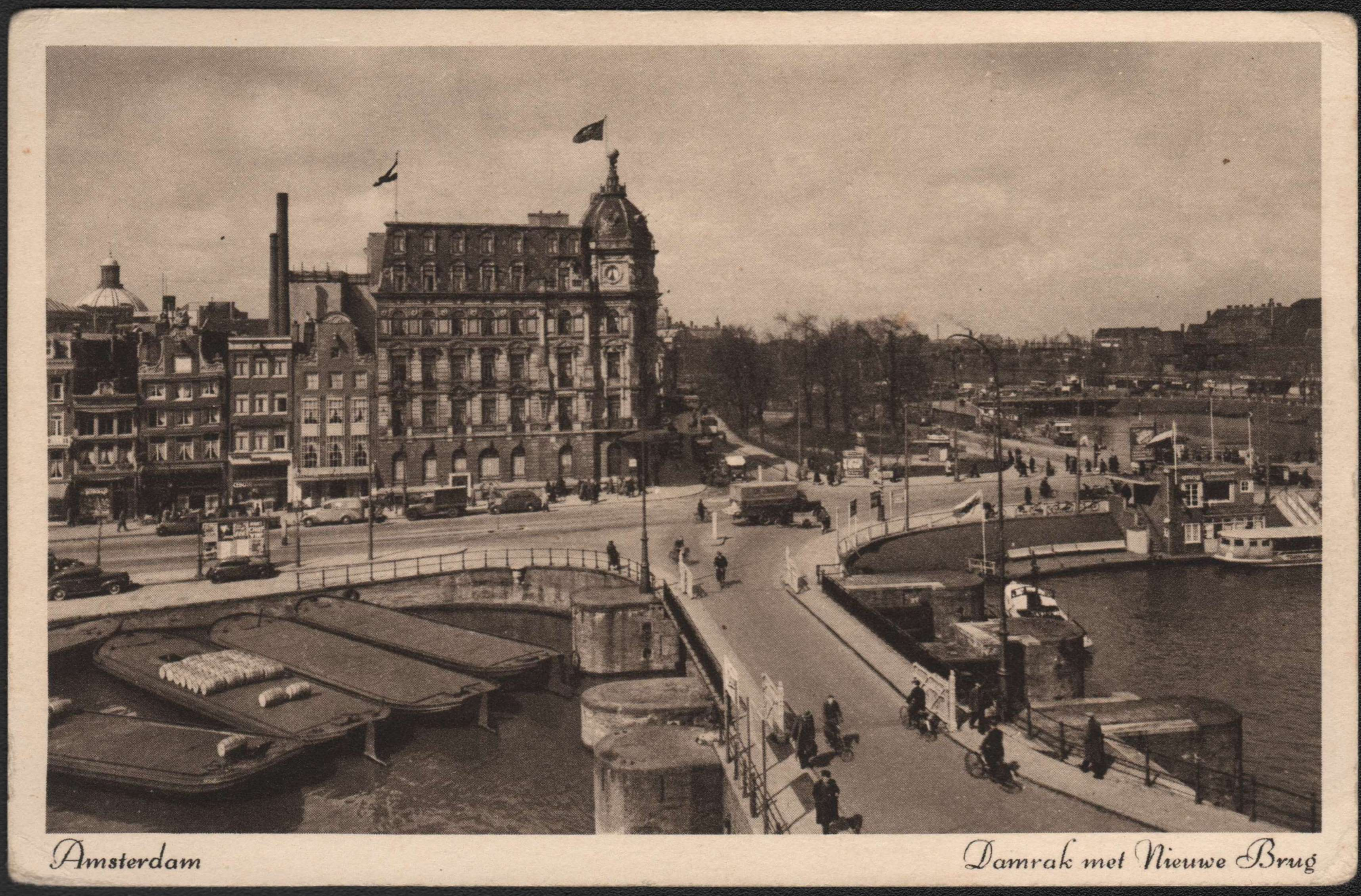
Damrak met Nieuwe Brug en Victoria Hotel

Het Damrak in Amsterdam is een straat en een water tussen de Dam en de Prins Hendrikkade nabij het Centraal Station.

## Geschiedenis
Oorspronkelijk was het Damrak de naam van het rechte stuk (Een 'rak' is een recht stuk vaart) van de rivier de Amstel tussen de Plaetse (tot begin 17e eeuw de naam van de huidige Dam) en het IJ. Via een sluis bij de Plaetse stroomde het water vanuit het Rokin in het Damrak en mondde vervolgens uit in het IJ. Hier lag een deel van de oude haven van Amsterdam. Waar nu het Centraal Station ligt, stond een rij meerpalen in het IJ, waaraan grotere schepen konden afmeren. 
De kade, die maar aan één zijde van het water loopt, heette "Op 't Water" tot de demping van de zuidelijke delen van het Damrak, tussen de Dam en de Oudebrugsteeg,  in 1845 en in 1883. 
In de 17e eeuw waren er “Op 't Water” enkele tientallen winkels gevestigd: papierverkopers, fruitwinkels, kruideniers, drogisten en ook een tiental boekhandels (waaronder die van Willem Blaeu,  Cornelis Claesz, Pieter Goos, Cornelis de Leeuw, Dirck Pietersz. Pers). De huren waren daar toen ook al fors: tussen 1.000 en 1.500 gulden per jaar (vier tot zes maal het jaarloon van een ambachtsman). 
Tussen 1845 en 1903 stond de Beurs van Zocher op de plaats, waar nu de Bijenkorf staat.
De huizen aan de Warmoesstraat tussen de Nieuwebrugsteeg en de Oudebrugsteeg staan nog met de achtergevel in het ongedempte deel van het Damrak. Bij de Guldehandsteeg, die het water verbindt met de Warmoesstraat zit in deze gevelrij nog de enig overgebleven waterstoep, waar schepen werden gelost. In dit overgebleven deel van het water (het "Natte Damrak") meren rondvaartboten af.
Twee bruggen over het Damrak, de Papenbrug (bij de Oude Kerk) en de Oude Brug, verdwenen bij de demping (De Papenbrugsteeg en Oudebrugsteeg herinneren er nog aan). De Nieuwe Brug (brug nr. 303) ligt waar de Prins Hendrikkade het Damrak kruist. Hier ligt ook een schutsluis, de Nieuwe Brugsluis.

## Entree tot de Binnenstad
Het Damrak is een deel van de route die de reiziger na het verlaten van het station een eerste indruk moet geven van de stad. Deze route, die men de 'Rode Loper' noemt, loopt vanaf het Centraal Station over het Rokin, het Muntplein, de Vijzelstraat/-gracht naar het Weteringcircuit. Aan het Damrak bevinden zich veel op het toerisme gerichte winkels, hotels, en (fastfood)restaurants. Meerdere steegjes verbinden het Damrak met de evenwijdig lopende drukke winkelstraat de Nieuwendijk. Op het gedempte deel van het Damrak, aan het Beursplein, staan de Beurs van Berlage, de Effectenbeurs en De Bijenkorf. Hier is de ingang van de aan de Bijenkorf grenzende parkeergarage.
De tramlijnen 4 en 14 rijden over het Damrak. Metrolijn 52 rijdt in een diepe tunnel onder het Damrak. Voor het autoverkeer bestaat éénrichtingverkeer tussen Dam en Prins Hendrikkade.

## Herinrichting
Vanaf 2003 vonden aan de stationszijde bouwwerkzaamheden plaats voor de Noord/Zuidlijn. In 2010 werd voor deze metrolijn een tunnel onder het Damrak geboord. Na voltooiing van de tunnels werd het gebied opnieuw ingericht.

## Opschoning
Een deel van de hel verlichte en fel gekleurde uithangborden van de bedrijven zijn voorafgaande aan de prinselijke huwelijksvoltrekking in 2002 verwijderd. Hierdoor bepalen de oude monumentale gevels weer enigszins het straatbeeld. Bekende hotels aan het Damrak zijn het Victoria Hotel, het bijna 100 jaar oude Hotel Amsterdam-De Roode Leeuw en het Swissôtel.
Het Damrak maakt deel uit van het project 1012. Onder de naam Coalitieproject 1012 – vernoemd naar het postcodegebied 1012 – gaat het stadsdeel in nauwe samenwerking met de centrale stad de strijd aan tegen criminaliteit en verloedering. Sinds 2001 zijn de ondernemers van het Damrak georganiseerd in de Ondernemersvereniging Damrak. Met steun van het Stadsdeel Centrum is een zogenaamde straatmanager aangesteld.

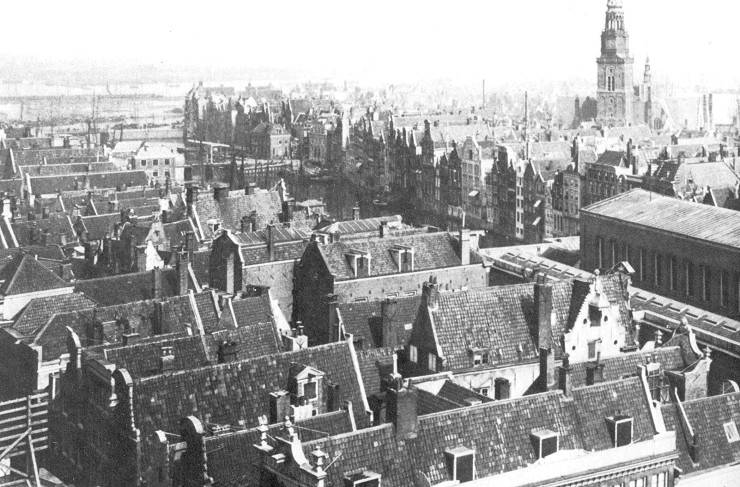
Het Damrak voor 1882. Het deel van het Damrak waar tegenwoordig de Beurs van Berlage staat is nog niet gedempt, en rechts staat nog de Beurs van Zocher.
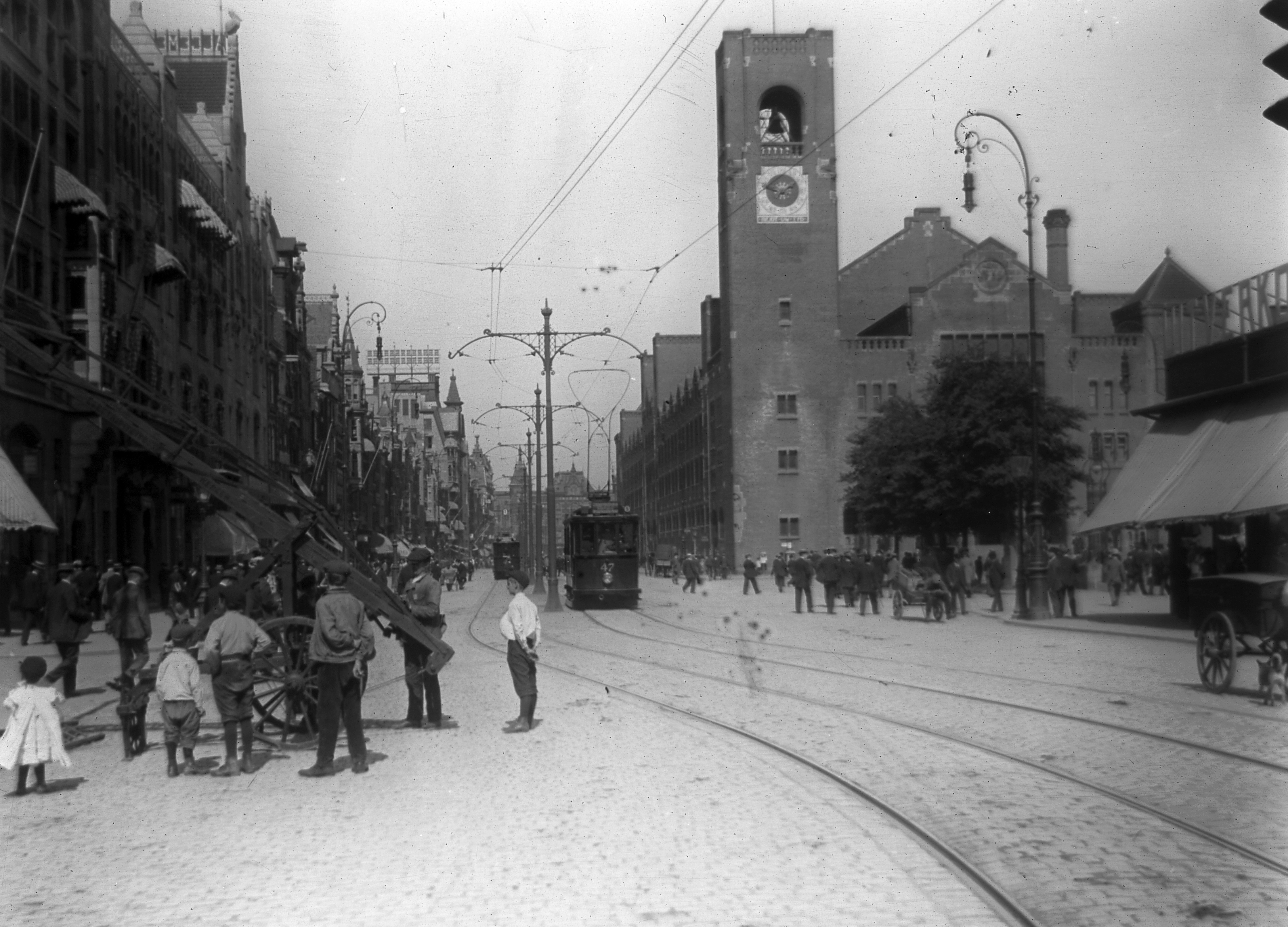
Damrak in 1910 met de recent opgetrokken Beurs van Berlage.
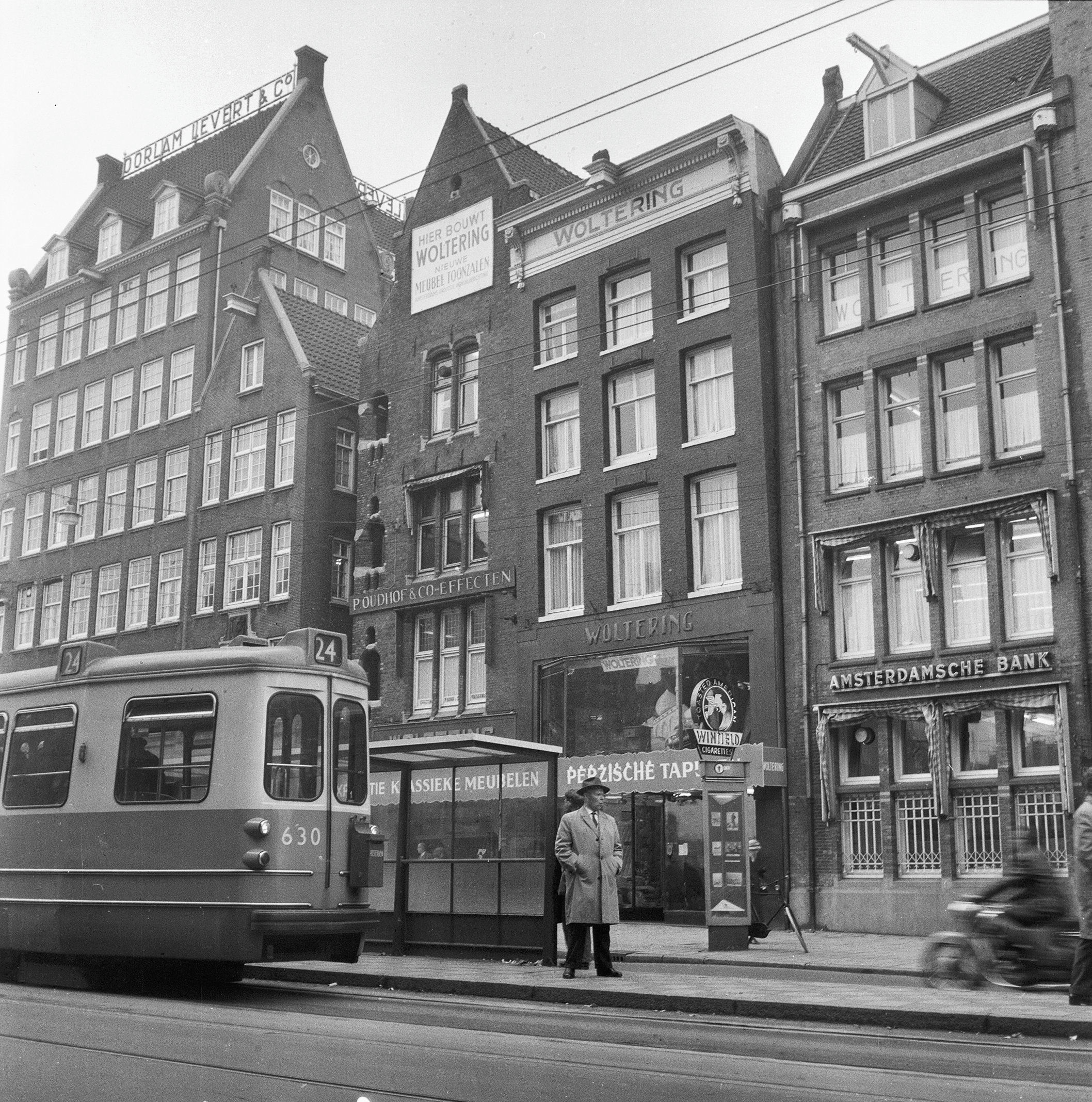
Damrak in 1961.
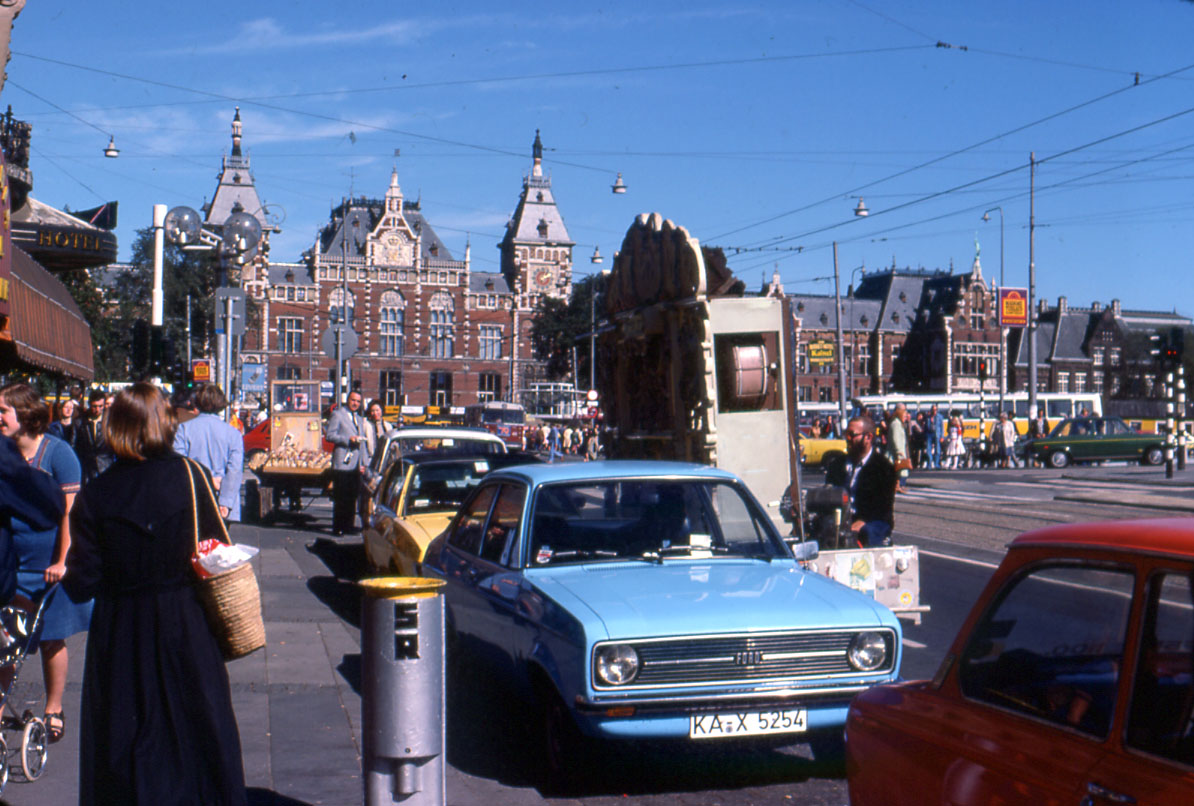
Damrak in 1977.
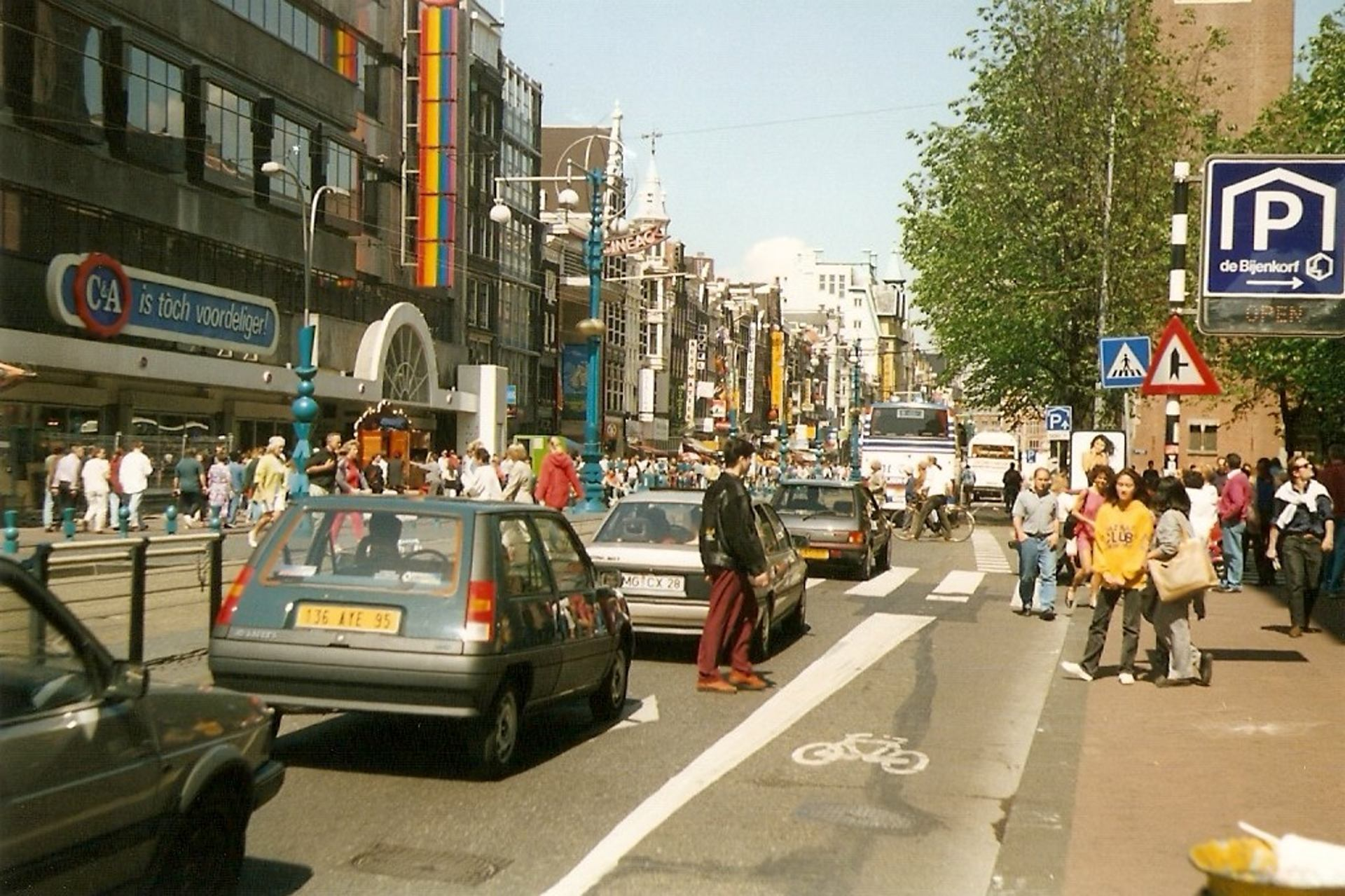
Drukte op het Damrak anno 1994.
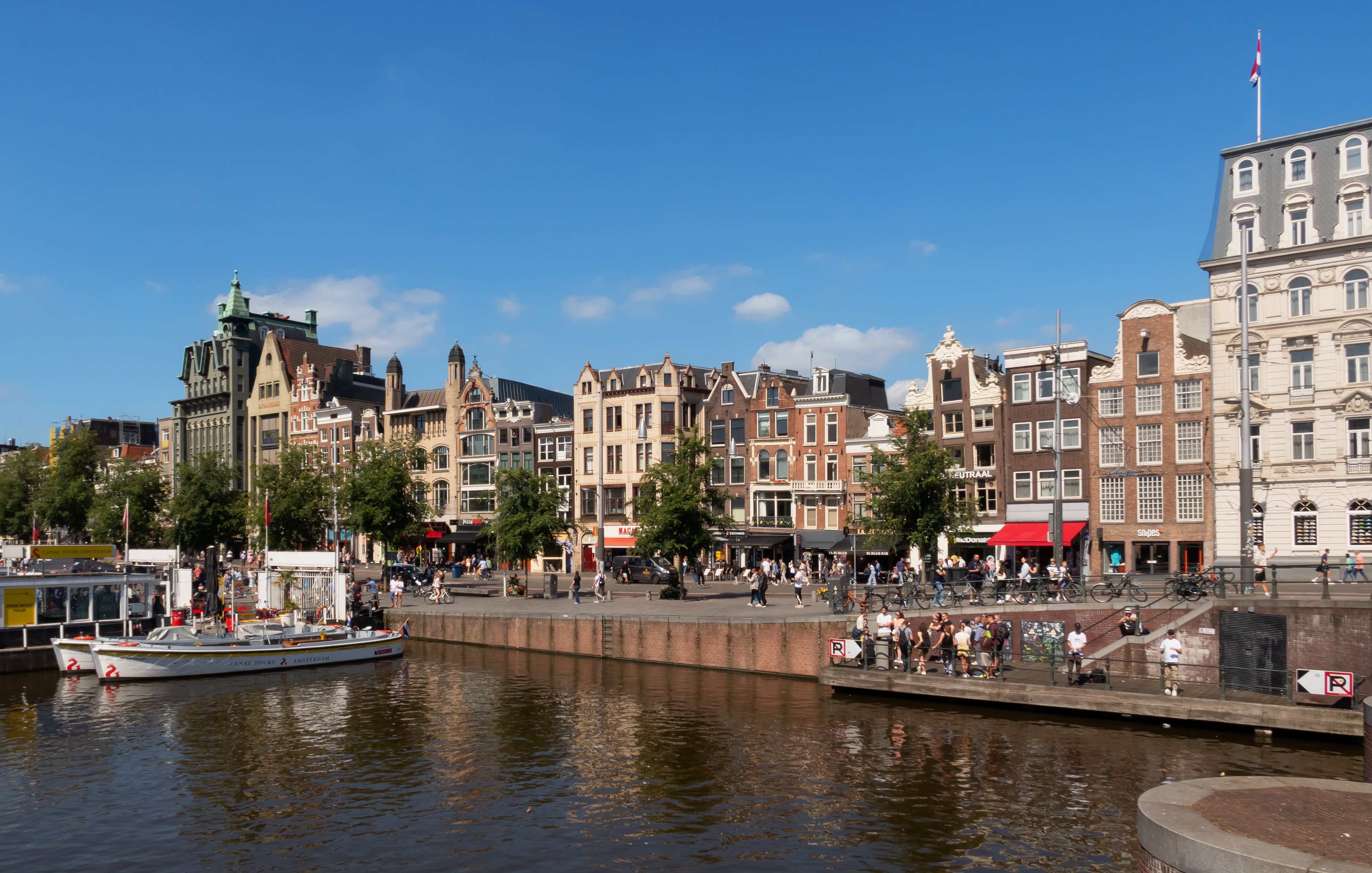
Damrak in 2024

## Durgerdam
Het dorpje Durgerdam, in Landelijk Noord, kent ook een Damrak. Het stroomt langs de kerk van Durgerdam.